# لطیفه بنت احمد آل مکتوم
لطیفه بنت احمد آل مکتوم (انگلیسی: Latifa bint Ahmed Al Maktoum؛ زادهٔ ۲۷ سپتامبر ۱۹۸۵) سوارکار زن اهل امارات متحده عربی است.